# Hjalmar Bjurulf
Gustav Hjalmar Emanuel Bjurulf, född den 8 juli 1892 i Ringamåla församling, Blekinge län, död den 14 mars 1955 i Jönköping, var en svensk lärare och hembygdsförfattare.
Hjalmar Bjurulf avlade folkskollärarexamen i Växjö 1912. Han arbetade i hela sitt yrkesliv i Jönköpings skolor, från 1934 som överlärare vid stadens fortsättningsskolor. Han utgav många böcker om västra Småland och angränsande bygder. Boken Västra Småland fick god kritik i Svenska Dagbladet. Lennart von Post ägnande Hjalmar Bjurulfs författarskap en erkännsam översikt i Dagens Nyheter 1935.  Hjalmar Bjurulf grundade 1929 Mäster Gudmunds gille (nu Gudmundsgillet) för att värna, vårda och beskriva Jönköpings kultur‑ och naturarv, bland annat i en skriftserie, som betecknats som vetenskapligt framstående. Han begravdes på Skogskyrkogården i Jönköping.